# Os Iluminados
Os Iluminados foi um talent show musical apresentado por Fausto Silva dentro do Domingão do Faustão.
O quadro é uma adaptação do talent show alemão Keep Your Light Shining e premia o vencedor de cada semana com 50 mil reais e o classifica para a grande final valendo 150 mil reais. O campeão da primeira temporada foi Jefferson Moraes, vencedor da segunda semana.

## Formato
Sete participantes terão que cantar um trecho da música indicada, a cada rodada é feita um sorteio para definir a ordem de quem iniciará. O sorteado inicia a música e uma luz branca acenderá sobre ele, que deverá cantar até que a mesma se apague e acenda para o seu oponente que continuará a música. Durante a canção o público vota por SMS e internet, quando todos os participantes cantam, a votação se encerra e os três menos votados são iluminados pela luz vermelha e os jurados decidem os dois candidatos que seguirão na competição, o eliminado volta ao fim de todas as rodadas na repescagem para tentar uma nova chance. A partir da quarta rodada apenas dois são iluminados pela luz vermelha e um é eliminado, na final quando ficar apenas dois concorrentes, eles cantam e o público decide o vencedor. Quem vence, além de ganhar 50 mil reais, classifica para a grande final com os vencedores de cada semana e concorre a 150 mil reais. O outro finalista da semana com os outros cinco eliminados, voltam para a repescagem e os jurados decidem os quatro que terão uma nova chance na semana seguinte com três novos concorrentes, os outros dois são eliminados do programa.
A primeira edição teve como vencedor Jefferson Moraes, apesar de sua vitória a favorita ao prémio era Bárbara Dias que chegou à final mas foi uma das menos votadas na 4.ª rodada e foi eliminada, o que gerou revolta por parte dos internautas e revolta contra os jurados do dia que eram Ivete Sangalo e Luan Santana.

## Primeira temporada (2015)

### Semana 1 (22 de fevereiro)
Jurados: Ana Carolina e Sorocaba
Legenda

     Vencedor(a)

     Finalista da semana

     Salvo pelo público

     Menos votado(s) e salvo(s) pelos jurados

     Eliminado

| Artista          | Música | Rodada              | Rodada               | Rodada               | Rodada               | Rodada               | Rodada               |
| Artista          | Música | 1                   | 2                    | 3                    | 4                    | 5                    | 6                    |
| ---------------- | --- | ------------------- | -------------------- | -------------------- | -------------------- | -------------------- | -------------------- |
| Bárbara Dias     | "Happy", Pharrell Williams (Rod 1) "Dia de Domingo", Tim Maia (Rod 2) "Tudo que você quiser", Luan Santana (Rod 3) "Burn", Ellie Goulding (Rod 4) "O bêbado e a equilibrista", Elis Regina (Rod 5) "Lilás", Djavan (Rod 6) | Salva               | Salva                | Salva                | Salva                | Salva                | Vencedora            |
| Kiell Cavalcanti | "Happy", Pharrell Williams (Rod 1) "Dia de Domingo", Tim Maia (Rod 2) "Tudo que você quiser", Luan Santana (Rod 3) "Burn", Ellie Goulding (Rod 4) "O bêbado e a equilibrista", Elis Regina (Rod 5) "Lilás", Djavan (Rod 6) | Salvo pelos jurados | Salvo                | Salvo pelos jurados  | Salvo                | Salvo pelos jurados  | Finalista da semana  |
| Henrique Melo    | "Happy", Pharrell Williams (Rod 1) "Dia de Domingo", Tim Maia (Rod 2) "Tudo que você quiser", Luan Santana (Rod 3) "Burn", Ellie Goulding (Rod 4) "O bêbado e a equilibrista", Elis Regina (Rod 5) "Lilás", Djavan (Rod 6) | Salvo               | Salvo                | Salvo pelos jurados  | Salvo pelos jurados  | Eliminado            | Eliminado (Rodada 5) |
| Naíma            | "Happy", Pharrell Williams (Rod 1) "Dia de Domingo", Tim Maia (Rod 2) "Tudo que você quiser", Luan Santana (Rod 3) "Burn", Ellie Goulding (Rod 4) "O bêbado e a equilibrista", Elis Regina (Rod 5) "Lilás", Djavan (Rod 6) | Salva               | Salva pelos jurados  | Salva                | Eliminada            | Eliminada (Rodada 4) | Eliminada (Rodada 4) |
| Rosana           | "Happy", Pharrell Williams (Rod 1) "Dia de Domingo", Tim Maia (Rod 2) "Tudo que você quiser", Luan Santana (Rod 3) "Burn", Ellie Goulding (Rod 4) "O bêbado e a equilibrista", Elis Regina (Rod 5) "Lilás", Djavan (Rod 6) | Salva pelos jurados | Salva pelos jurados  | Eliminada            | Eliminada (Rodada 3) | Eliminada (Rodada 3) | Eliminada (Rodada 3) |
| Chamon           | "Happy", Pharrell Williams (Rod 1) "Dia de Domingo", Tim Maia (Rod 2) "Tudo que você quiser", Luan Santana (Rod 3) "Burn", Ellie Goulding (Rod 4) "O bêbado e a equilibrista", Elis Regina (Rod 5) "Lilás", Djavan (Rod 6) | Salvo               | Eliminado            | Eliminado (Rodada 2) | Eliminado (Rodada 2) | Eliminado (Rodada 2) | Eliminado (Rodada 2) |
| Renato Enoch     | "Happy", Pharrell Williams (Rod 1) "Dia de Domingo", Tim Maia (Rod 2) "Tudo que você quiser", Luan Santana (Rod 3) "Burn", Ellie Goulding (Rod 4) "O bêbado e a equilibrista", Elis Regina (Rod 5) "Lilás", Djavan (Rod 6) | Eliminado           | Eliminado (Rodada 1) | Eliminado (Rodada 1) | Eliminado (Rodada 1) | Eliminado (Rodada 1) | Eliminado (Rodada 1) |

Repescagem

Dentre os outros seis participantes, os jurados escolhem quatro cantores para terem uma nova chance e retornarem ao programa na semana seguinte, juntos com três novos cantores.
Legenda

     Foi escolhido pelos jurados e retorna na semana seguinte

     Eliminado
| Artista          | Resultado |
| ---------------- | --------- |
| Kiell Cavalcanti | Avançou   |
| Henrique Melo    | Avançou   |
| Naíma            | Avançou   |
| Rosana Chayin    | Eliminada |
| Chamon Filho     | Eliminado |
| Renato Enoch     | Avançou   |

### Semana 2 (1 de março)
Jurados: Paula Fernandes e Alexandre Pires

Novos concorrentes: Jefferson Moraes, Tatty Caldeira e Rafaela Gonçalves
| Artista           | Música | Rodada              | Rodada               | Rodada               | Rodada               | Rodada               | Rodada               |
| Artista           | Música | 1                   | 2                    | 3                    | 4                    | 5                    | 6                    |
| ----------------- | --- | ------------------- | -------------------- | -------------------- | -------------------- | -------------------- | -------------------- |
| Jefferson Moraes  | "É o amor", Zezé Di Camargo e Luciano (Rod 1) "Fireworks", Katy Perry (Rod 2) "Diz pra Mim", Malta (Rod 3) "Será", Legião Urbana (Rod 4) "Take a Look at Me Now", Phil Collins (Rod 5) "Maria Maria", Milton Nascimento (Rod 6) | Salvo               | Salvo                | Salvo                | Salvo                | Salvo pelos jurados  | Vencedor             |
| Naíma             | "É o amor", Zezé Di Camargo e Luciano (Rod 1) "Fireworks", Katy Perry (Rod 2) "Diz pra Mim", Malta (Rod 3) "Será", Legião Urbana (Rod 4) "Take a Look at Me Now", Phil Collins (Rod 5) "Maria Maria", Milton Nascimento (Rod 6) | Salva               | Salva                | Salva pelos jurados  | Salva                | Salva                | Finalista da semana  |
| Kiell Cavalcanti  | "É o amor", Zezé Di Camargo e Luciano (Rod 1) "Fireworks", Katy Perry (Rod 2) "Diz pra Mim", Malta (Rod 3) "Será", Legião Urbana (Rod 4) "Take a Look at Me Now", Phil Collins (Rod 5) "Maria Maria", Milton Nascimento (Rod 6) | Salvo pelos jurados | Salvo                | Salvo                | Salvo pelos jurados  | Eliminado            | Eliminado (Rodada 5) |
| Henrique Melo     | "É o amor", Zezé Di Camargo e Luciano (Rod 1) "Fireworks", Katy Perry (Rod 2) "Diz pra Mim", Malta (Rod 3) "Será", Legião Urbana (Rod 4) "Take a Look at Me Now", Phil Collins (Rod 5) "Maria Maria", Milton Nascimento (Rod 6) | Salvo               | Salvo pelos jurados  | Salvo pelos jurados  | Eliminado            | Eliminado (Rodada 4) | Eliminado (Rodada 4) |
| Tatty Caldeira    | "É o amor", Zezé Di Camargo e Luciano (Rod 1) "Fireworks", Katy Perry (Rod 2) "Diz pra Mim", Malta (Rod 3) "Será", Legião Urbana (Rod 4) "Take a Look at Me Now", Phil Collins (Rod 5) "Maria Maria", Milton Nascimento (Rod 6) | Salva pelos jurados | Salva pelos jurados  | Eliminada            | Eliminada (Rodada 3) | Eliminada (Rodada 3) | Eliminada (Rodada 3) |
| Rafaela Gonçalves | "É o amor", Zezé Di Camargo e Luciano (Rod 1) "Fireworks", Katy Perry (Rod 2) "Diz pra Mim", Malta (Rod 3) "Será", Legião Urbana (Rod 4) "Take a Look at Me Now", Phil Collins (Rod 5) "Maria Maria", Milton Nascimento (Rod 6) | Salva               | Eliminada            | Eliminada (Rodada 2) | Eliminada (Rodada 2) | Eliminada (Rodada 2) | Eliminada (Rodada 2) |
| Renato Enoch      | "É o amor", Zezé Di Camargo e Luciano (Rod 1) "Fireworks", Katy Perry (Rod 2) "Diz pra Mim", Malta (Rod 3) "Será", Legião Urbana (Rod 4) "Take a Look at Me Now", Phil Collins (Rod 5) "Maria Maria", Milton Nascimento (Rod 6) | Eliminado           | Eliminado (Rodada 1) | Eliminado (Rodada 1) | Eliminado (Rodada 1) | Eliminado (Rodada 1) | Eliminado (Rodada 1) |

Repescagem
| Artista           | Resultado |
| ----------------- | --------- |
| Naíma             | Avançou   |
| Kiell Cavalcanti  | Avançou   |
| Henrique Melo     | Avançou   |
| Tatty Caldeira    | Avançou   |
| Rafaela Gonçalves | Eliminada |
| Renato Enoch      | Eliminado |

### Semana 3 (8 de março)
Jurados: Alcione e Bruno (da dupla Bruno e Marrone)

Novos concorrentes: Matheus Max, Faby Fernandes e Fernanda Kapps
| Artista          | Música | Rodada              | Rodada               | Rodada               | Rodada               | Rodada               | Rodada               |
| Artista          | Música | 1                   | 2                    | 3                    | 4                    | 5                    | 6                    |
| ---------------- | --- | ------------------- | -------------------- | -------------------- | -------------------- | -------------------- | -------------------- |
| Naima            | "Casa", Lulu Santos (Rod 1) "Ovelha Negra", Rita Lee (Rod 2) "Viva La Vida", Coldplay (Rod 3) "Nocaute", Jorge e Mateus (Rod 4) "Começar de novo", Ivan Lins e Vitor Martins (Rod 5) "Titanium", David Guetta (Rod 6) | Salva               | Salva                | Salva pelos jurados  | Salva                | Salva                | Vencedora            |
| Kiell Cavalcanti | "Casa", Lulu Santos (Rod 1) "Ovelha Negra", Rita Lee (Rod 2) "Viva La Vida", Coldplay (Rod 3) "Nocaute", Jorge e Mateus (Rod 4) "Começar de novo", Ivan Lins e Vitor Martins (Rod 5) "Titanium", David Guetta (Rod 6) | Salvo               | Salvo                | Salvo                | Salvo pelos jurados  | Salvo pelos jurados  | Finalista da semana  |
| Matheus Max      | "Casa", Lulu Santos (Rod 1) "Ovelha Negra", Rita Lee (Rod 2) "Viva La Vida", Coldplay (Rod 3) "Nocaute", Jorge e Mateus (Rod 4) "Começar de novo", Ivan Lins e Vitor Martins (Rod 5) "Titanium", David Guetta (Rod 6) | Salvo pelos jurados | Salvo pelos jurados  | Salvo                | Salvo                | Eliminado            | Eliminado (Rodada 5) |
| Faby Fernandes   | "Casa", Lulu Santos (Rod 1) "Ovelha Negra", Rita Lee (Rod 2) "Viva La Vida", Coldplay (Rod 3) "Nocaute", Jorge e Mateus (Rod 4) "Começar de novo", Ivan Lins e Vitor Martins (Rod 5) "Titanium", David Guetta (Rod 6) | Salva pelos jurados | Salva pelos jurados  | Salva pelos jurados  | Eliminada            | Eliminada (Rodada 4) | Eliminada (Rodada 4) |
| Tatty Caldeira   | "Casa", Lulu Santos (Rod 1) "Ovelha Negra", Rita Lee (Rod 2) "Viva La Vida", Coldplay (Rod 3) "Nocaute", Jorge e Mateus (Rod 4) "Começar de novo", Ivan Lins e Vitor Martins (Rod 5) "Titanium", David Guetta (Rod 6) | Salva               | Salva                | Eliminada            | Eliminada (Rodada 3) | Eliminada (Rodada 3) | Eliminada (Rodada 3) |
| Henrique Melo    | "Casa", Lulu Santos (Rod 1) "Ovelha Negra", Rita Lee (Rod 2) "Viva La Vida", Coldplay (Rod 3) "Nocaute", Jorge e Mateus (Rod 4) "Começar de novo", Ivan Lins e Vitor Martins (Rod 5) "Titanium", David Guetta (Rod 6) | Salvo               | Eliminado            | Eliminado (Rodada 2) | Eliminado (Rodada 2) | Eliminado (Rodada 2) | Eliminado (Rodada 2) |
| Fernanda Kapps   | "Casa", Lulu Santos (Rod 1) "Ovelha Negra", Rita Lee (Rod 2) "Viva La Vida", Coldplay (Rod 3) "Nocaute", Jorge e Mateus (Rod 4) "Começar de novo", Ivan Lins e Vitor Martins (Rod 5) "Titanium", David Guetta (Rod 6) | Eliminada           | Eliminada (Rodada 1) | Eliminada (Rodada 1) | Eliminada (Rodada 1) | Eliminada (Rodada 1) | Eliminada (Rodada 1) |

Repescagem
| Artista           | Resultado |
| ----------------- | --------- |
| Kiell Cavalcanti  | Avançou   |
| Matheus Fernandes | Avançou   |
| Faby Fernandes    | Avançou   |
| Tatty Caldeira    | Eliminada |
| Henrique Melo     | Eliminado |
| Fernanda Kapps    | Avançou   |

### Semana 4 (15 de março)
Jurados: Daniela Mercury e Bruno Boncini

Novos concorrentes: Ester Freitas, Alyssa Freitas e Aldo Gouveia 
| Artista          | Música | Rodada              | Rodada               | Rodada               | Rodada               | Rodada               | Rodada               |
| Artista          | Música | 1                   | 2                    | 3                    | 4                    | 5                    | 6                    |
| ---------------- | --- | ------------------- | -------------------- | -------------------- | -------------------- | -------------------- | -------------------- |
| Kiell Cavalcanti | "Minha Alma", O Rappa (Rod 1) "Lucy in the Sky with Diamonds", The Beatles (Rod 2) "Elevador", Ana Carolina (Rod 3) "Rolling in the Deep", Adele (Rod 4) "Evidências", Chitãozinho e Xororó (Rod 5) "Olhos Coloridos", Sandra de Sá (Rod 6) | Salvo               | Salvo                | Salvo                | Salvo                | Salvo                | Vencedor             |
| Fernanda Kapps   | "Minha Alma", O Rappa (Rod 1) "Lucy in the Sky with Diamonds", The Beatles (Rod 2) "Elevador", Ana Carolina (Rod 3) "Rolling in the Deep", Adele (Rod 4) "Evidências", Chitãozinho e Xororó (Rod 5) "Olhos Coloridos", Sandra de Sá (Rod 6) | Salva               | Salva pelos jurados  | Salva pelos jurados  | Salva pelos jurados  | Salva pelos jurados  | Finalista da semana  |
| Ester Freitas    | "Minha Alma", O Rappa (Rod 1) "Lucy in the Sky with Diamonds", The Beatles (Rod 2) "Elevador", Ana Carolina (Rod 3) "Rolling in the Deep", Adele (Rod 4) "Evidências", Chitãozinho e Xororó (Rod 5) "Olhos Coloridos", Sandra de Sá (Rod 6) | Salva pelos jurados | Salva                | Salva pelos jurados  | Salva                | Eliminada            | Eliminada (Rodada 5) |
| Alyssa Lima      | "Minha Alma", O Rappa (Rod 1) "Lucy in the Sky with Diamonds", The Beatles (Rod 2) "Elevador", Ana Carolina (Rod 3) "Rolling in the Deep", Adele (Rod 4) "Evidências", Chitãozinho e Xororó (Rod 5) "Olhos Coloridos", Sandra de Sá (Rod 6) | Salva               | Salva pelos jurados  | Salva                | Eliminada            | Eliminada (Rodada 4) | Eliminada (Rodada 4) |
| Matheus Max      | "Minha Alma", O Rappa (Rod 1) "Lucy in the Sky with Diamonds", The Beatles (Rod 2) "Elevador", Ana Carolina (Rod 3) "Rolling in the Deep", Adele (Rod 4) "Evidências", Chitãozinho e Xororó (Rod 5) "Olhos Coloridos", Sandra de Sá (Rod 6) | Salvo               | Salvo                | Eliminado            | Eliminado (Rodada 3) | Eliminado (Rodada 3) | Eliminado (Rodada 3) |
| Aldo Gouveia     | "Minha Alma", O Rappa (Rod 1) "Lucy in the Sky with Diamonds", The Beatles (Rod 2) "Elevador", Ana Carolina (Rod 3) "Rolling in the Deep", Adele (Rod 4) "Evidências", Chitãozinho e Xororó (Rod 5) "Olhos Coloridos", Sandra de Sá (Rod 6) | Salvo pelos jurados | Eliminado            | Eliminado (Rodada 2) | Eliminado (Rodada 2) | Eliminado (Rodada 2) | Eliminado (Rodada 2) |
| Faby Fernandes   | "Minha Alma", O Rappa (Rod 1) "Lucy in the Sky with Diamonds", The Beatles (Rod 2) "Elevador", Ana Carolina (Rod 3) "Rolling in the Deep", Adele (Rod 4) "Evidências", Chitãozinho e Xororó (Rod 5) "Olhos Coloridos", Sandra de Sá (Rod 6) | Eliminada           | Eliminada (Rodada 1) | Eliminada (Rodada 1) | Eliminada (Rodada 1) | Eliminada (Rodada 1) | Eliminada (Rodada 1) |

Repescagem
| Artista        | Resultado |
| -------------- | --------- |
| Fernanda Kapps | Avançou   |
| Ester Freitas  | Avançou   |
| Alyssa Lima    | Eliminada |
| Matheus Max    | Avançou   |
| Aldo Gouveia   | Eliminado |
| Faby Fernandes | Avançou   |

### Semana 5 (22 de março)
Jurados: Elba Ramalho e Thiago Arancam

Novos concorrentes: Felipe Duran, Amanda e Viny Vince
| Artista        | Música | Rodada              | Rodada               | Rodada               | Rodada               | Rodada               | Rodada               |
| Artista        | Música | 1                   | 2                    | 3                    | 4                    | 5                    | 6                    |
| -------------- | --- | ------------------- | -------------------- | -------------------- | -------------------- | -------------------- | -------------------- |
| Matheus Max    | "Halo", Beyoncé (Rod 1) "Pra Você", Paula Fernandes (Rod 2) "Fico Assim Sem Você", Claudinho e Buchecha (Rod 3) "Counting Stars", One Republic (Rod 4) "Um Dia, Um Adeus", Guilherme Arantes (Rod 5) "Mas que Nada", Jorge Ben Jor (Rod 6) | Salvo               | Salvo                | Salvo                | Salvo                | Salvo                | Vencedor             |
| Ester Freitas  | "Halo", Beyoncé (Rod 1) "Pra Você", Paula Fernandes (Rod 2) "Fico Assim Sem Você", Claudinho e Buchecha (Rod 3) "Counting Stars", One Republic (Rod 4) "Um Dia, Um Adeus", Guilherme Arantes (Rod 5) "Mas que Nada", Jorge Ben Jor (Rod 6) | Salva               | Salva                | Salva                | Salva                | Salva pelos jurados  | Finalista da semana  |
| Felipe Duran   | "Halo", Beyoncé (Rod 1) "Pra Você", Paula Fernandes (Rod 2) "Fico Assim Sem Você", Claudinho e Buchecha (Rod 3) "Counting Stars", One Republic (Rod 4) "Um Dia, Um Adeus", Guilherme Arantes (Rod 5) "Mas que Nada", Jorge Ben Jor (Rod 6) | Salvo pelos jurados | Salvo pelos jurados  | Salvo pelos jurados  | Salvo pelos jurados  | Eliminado            | Eliminado (Rodada 5) |
| Amanda Döring  | "Halo", Beyoncé (Rod 1) "Pra Você", Paula Fernandes (Rod 2) "Fico Assim Sem Você", Claudinho e Buchecha (Rod 3) "Counting Stars", One Republic (Rod 4) "Um Dia, Um Adeus", Guilherme Arantes (Rod 5) "Mas que Nada", Jorge Ben Jor (Rod 6) | Salva               | Salva                | Salva pelos jurados  | Eliminada            | Eliminada (Rodada 4) | Eliminada (Rodada 4) |
| Faby Fernandes | "Halo", Beyoncé (Rod 1) "Pra Você", Paula Fernandes (Rod 2) "Fico Assim Sem Você", Claudinho e Buchecha (Rod 3) "Counting Stars", One Republic (Rod 4) "Um Dia, Um Adeus", Guilherme Arantes (Rod 5) "Mas que Nada", Jorge Ben Jor (Rod 6) | Salva pelos jurados | Salva pelos jurados  | Eliminada            | Eliminada (Rodada 3) | Eliminada (Rodada 3) | Eliminada (Rodada 3) |
| Fernanda Kapps | "Halo", Beyoncé (Rod 1) "Pra Você", Paula Fernandes (Rod 2) "Fico Assim Sem Você", Claudinho e Buchecha (Rod 3) "Counting Stars", One Republic (Rod 4) "Um Dia, Um Adeus", Guilherme Arantes (Rod 5) "Mas que Nada", Jorge Ben Jor (Rod 6) | Salva               | Eliminada            | Eliminada (Rodada 2) | Eliminada (Rodada 2) | Eliminada (Rodada 2) | Eliminada (Rodada 2) |
| Viny Vince     | "Halo", Beyoncé (Rod 1) "Pra Você", Paula Fernandes (Rod 2) "Fico Assim Sem Você", Claudinho e Buchecha (Rod 3) "Counting Stars", One Republic (Rod 4) "Um Dia, Um Adeus", Guilherme Arantes (Rod 5) "Mas que Nada", Jorge Ben Jor (Rod 6) | Eliminado           | Eliminada (Rodada 1) | Eliminada (Rodada 1) | Eliminada (Rodada 1) | Eliminada (Rodada 1) | Eliminada (Rodada 1) |

Repescagem
| Artista        | Resultado |
| -------------- | --------- |
| Ester Freitas  | Avançou   |
| Felipe Duran   | Avançou   |
| Amanda Döring  | Eliminada |
| Faby Fernandes | Avançou   |
| Fernanda Kapps | Eliminada |
| Viny Vince     | Avançou   |

### Semana 6 (29 de março)
Jurados: Vanessa da Mata e Gabriel O Pensador

Novos concorrentes: Keity Carolin, Janeh Magalhães e Aprígio Bertholdo
| Artista           | Música | Rodada              | Rodada               | Rodada               | Rodada               | Rodada               | Rodada               |
| Artista           | Música | 1                   | 2                    | 3                    | 4                    | 5                    | 6                    |
| ----------------- | --- | ------------------- | -------------------- | -------------------- | -------------------- | -------------------- | -------------------- |
| Felipe Duran      | "Billie Jean", Michael Jackson (Rod 1) "Força Estranha", Caetano Veloso e Roberto Carlos (Rod 2) "Simples Desejo", Luciana Mello (Rod 3) "Am I Wrong", Nico & Vinz (Rod 4) "Codinome Beija-flor", Cazuza (Rod 5) "Vapor Barato", Gal Costa (Rod 6) | Salvo pelos jurados | Salvo pelos jurados  | Salvo pelos jurados  | Salvo pelos jurados  | Salvo pelos jurados  | Vencedor             |
| Ester Freitas     | "Billie Jean", Michael Jackson (Rod 1) "Força Estranha", Caetano Veloso e Roberto Carlos (Rod 2) "Simples Desejo", Luciana Mello (Rod 3) "Am I Wrong", Nico & Vinz (Rod 4) "Codinome Beija-flor", Cazuza (Rod 5) "Vapor Barato", Gal Costa (Rod 6) | Salva               | Salva                | Salva                | Salva                | Salva                | Finalista da semana  |
| Viny Vince        | "Billie Jean", Michael Jackson (Rod 1) "Força Estranha", Caetano Veloso e Roberto Carlos (Rod 2) "Simples Desejo", Luciana Mello (Rod 3) "Am I Wrong", Nico & Vinz (Rod 4) "Codinome Beija-flor", Cazuza (Rod 5) "Vapor Barato", Gal Costa (Rod 6) | Salvo               | Salvo                | Salvo                | Salvo                | Eliminado            | Eliminado (Rodada 5) |
| Keity Carolin     | "Billie Jean", Michael Jackson (Rod 1) "Força Estranha", Caetano Veloso e Roberto Carlos (Rod 2) "Simples Desejo", Luciana Mello (Rod 3) "Am I Wrong", Nico & Vinz (Rod 4) "Codinome Beija-flor", Cazuza (Rod 5) "Vapor Barato", Gal Costa (Rod 6) | Salva               | Salva                | Salva pelos jurados  | Eliminada            | Eliminada (Rodada 4) | Eliminada (Rodada 4) |
| Janeh Magalhães   | "Billie Jean", Michael Jackson (Rod 1) "Força Estranha", Caetano Veloso e Roberto Carlos (Rod 2) "Simples Desejo", Luciana Mello (Rod 3) "Am I Wrong", Nico & Vinz (Rod 4) "Codinome Beija-flor", Cazuza (Rod 5) "Vapor Barato", Gal Costa (Rod 6) | Salva               | Salva pelos jurados  | Eliminada            | Eliminada (Rodada 3) | Eliminada (Rodada 3) | Eliminada (Rodada 3) |
| Aprígio Bertholdo | "Billie Jean", Michael Jackson (Rod 1) "Força Estranha", Caetano Veloso e Roberto Carlos (Rod 2) "Simples Desejo", Luciana Mello (Rod 3) "Am I Wrong", Nico & Vinz (Rod 4) "Codinome Beija-flor", Cazuza (Rod 5) "Vapor Barato", Gal Costa (Rod 6) | Salvo pelos jurados | Eliminado            | Eliminado (Rodada 2) | Eliminado (Rodada 2) | Eliminado (Rodada 2) | Eliminado (Rodada 2) |
| Faby Fernandes    | "Billie Jean", Michael Jackson (Rod 1) "Força Estranha", Caetano Veloso e Roberto Carlos (Rod 2) "Simples Desejo", Luciana Mello (Rod 3) "Am I Wrong", Nico & Vinz (Rod 4) "Codinome Beija-flor", Cazuza (Rod 5) "Vapor Barato", Gal Costa (Rod 6) | Eliminado           | Eliminada (Rodada 1) | Eliminada (Rodada 1) | Eliminada (Rodada 1) | Eliminada (Rodada 1) | Eliminada (Rodada 1) |

Repescagem
| Artista           | Resultado |
| ----------------- | --------- |
| Ester Freitas     | Avançou   |
| Viny Vince        | Eliminado |
| Keity Carolin     | Avançou   |
| Janeh Magalhães   | Avançou   |
| Aprígio Bertholdo | Avançou   |
| Faby Fernandes    | Eliminada |

### Semana 7 (12 de abril)
Jurados: Paula Toller e Zezé Di Camargo

Novos concorrentes: Rik Oliveira, Junior Silva e Olívia Heringer 
| Artista           | Música | Rodada              | Rodada               | Rodada               | Rodada               | Rodada               | Rodada               |
| Artista           | Música | 1                   | 2                    | 3                    | 4                    | 5                    | 6                    |
| ----------------- | --- | ------------------- | -------------------- | -------------------- | -------------------- | -------------------- | -------------------- |
| Ester Freitas     | "Como Nossos Pais", Belchior (Rod 1) "Locked Out Of Heaven", Bruno Mars (Rod 2) "Final Feliz", Jorge Vercillo (Rod 3) "Bad Romance", Lady Gaga (Rod 4) "Primavera", Cassiano (Rod 5) "Fera Ferida", Roberto Carlos (Rod 6) | Salva               | Salva                | Salva                | Salva                | Salva                | Vencedora            |
| Rik Oliveira      | "Como Nossos Pais", Belchior (Rod 1) "Locked Out Of Heaven", Bruno Mars (Rod 2) "Final Feliz", Jorge Vercillo (Rod 3) "Bad Romance", Lady Gaga (Rod 4) "Primavera", Cassiano (Rod 5) "Fera Ferida", Roberto Carlos (Rod 6) | Salvo               | Salvo                | Salvo pelos jurados  | Salvo                | Salvo pelos jurados  | Finalista da semana  |
| Junior Silva      | "Como Nossos Pais", Belchior (Rod 1) "Locked Out Of Heaven", Bruno Mars (Rod 2) "Final Feliz", Jorge Vercillo (Rod 3) "Bad Romance", Lady Gaga (Rod 4) "Primavera", Cassiano (Rod 5) "Fera Ferida", Roberto Carlos (Rod 6) | Salvo               | Salvo pelos jurados  | Salvo                | Salvo pelos jurados  | Eliminado            | Eliminado (Rodada 5) |
| Olívia Heringer   | "Como Nossos Pais", Belchior (Rod 1) "Locked Out Of Heaven", Bruno Mars (Rod 2) "Final Feliz", Jorge Vercillo (Rod 3) "Bad Romance", Lady Gaga (Rod 4) "Primavera", Cassiano (Rod 5) "Fera Ferida", Roberto Carlos (Rod 6) | Salva               | Salva                | Salva pelos jurados  | Eliminada            | Eliminada (Rodada 4) | Eliminada (Rodada 4) |
| Janeh Magalhães   | "Como Nossos Pais", Belchior (Rod 1) "Locked Out Of Heaven", Bruno Mars (Rod 2) "Final Feliz", Jorge Vercillo (Rod 3) "Bad Romance", Lady Gaga (Rod 4) "Primavera", Cassiano (Rod 5) "Fera Ferida", Roberto Carlos (Rod 6) | Salva pelos jurados | Salva pelos jurados  | Eliminada            | Eliminada (Rodada 3) | Eliminada (Rodada 3) | Eliminada (Rodada 3) |
| Aprígio Bertholdo | "Como Nossos Pais", Belchior (Rod 1) "Locked Out Of Heaven", Bruno Mars (Rod 2) "Final Feliz", Jorge Vercillo (Rod 3) "Bad Romance", Lady Gaga (Rod 4) "Primavera", Cassiano (Rod 5) "Fera Ferida", Roberto Carlos (Rod 6) | Salvo pelos jurados | Eliminado            | Eliminado (Rodada 2) | Eliminado (Rodada 2) | Eliminado (Rodada 2) | Eliminado (Rodada 2) |
| Keity Carolin     | "Como Nossos Pais", Belchior (Rod 1) "Locked Out Of Heaven", Bruno Mars (Rod 2) "Final Feliz", Jorge Vercillo (Rod 3) "Bad Romance", Lady Gaga (Rod 4) "Primavera", Cassiano (Rod 5) "Fera Ferida", Roberto Carlos (Rod 6) | Eliminada           | Eliminada (Rodada 1) | Eliminada (Rodada 1) | Eliminada (Rodada 1) | Eliminada (Rodada 1) | Eliminada (Rodada 1) |

### Final (19 de abril)
Os vencedores de cada semana retornaram ao programa na grande final para concorrer a 150 mil reais, o campeão foi Jefferson Morais ganhador da segunda semana.

Legenda

     Campeão 

     Vice 

     Salvo pelo público

     Menos votado(s) e salvo(s) pelos jurados

     Menos votado(a) e eliminado(a)

Jurados:  Ivete Sangalo e Luan Santana
| Artista          | Música | Rodada              | Rodada               | Rodada               | Rodada               | Rodada               | Rodada               |
| Artista          | Música | 1                   | 2                    | 3                    | 4                    | 5                    | 6                    |
| ---------------- | --- | ------------------- | -------------------- | -------------------- | -------------------- | -------------------- | -------------------- |
| Jefferson Moraes | "Andar Com Fé", Gilberto Gil (Rod 1) "We Are the Champions", Queen (Rod 2) "Domingo de Manhã", Marcos e Belutti (Rod 3) "Let It Go", Frozen (Rod 4) "Porto Solidão", Jessé (Rod 5) "Sangrando", Gonzaguinha (Final) | Salvo               | Salvo                | Salvo pelos jurados  | Salvo                | Salvo                | Campeão              |
| Kiell Cavalcanti | "Andar Com Fé", Gilberto Gil (Rod 1) "We Are the Champions", Queen (Rod 2) "Domingo de Manhã", Marcos e Belutti (Rod 3) "Let It Go", Frozen (Rod 4) "Porto Solidão", Jessé (Rod 5) "Sangrando", Gonzaguinha (Final) | Salvo pelos jurados | Salvo pelos jurados  | Salvo pelos jurados  | Salvo pelos jurados  | Salvo pelos jurados  | Vice-campeão         |
| Ester Freitas    | "Andar Com Fé", Gilberto Gil (Rod 1) "We Are the Champions", Queen (Rod 2) "Domingo de Manhã", Marcos e Belutti (Rod 3) "Let It Go", Frozen (Rod 4) "Porto Solidão", Jessé (Rod 5) "Sangrando", Gonzaguinha (Final) | Salva               | Salva                | Salva                | Salva                | Eliminada            | Eliminada (Rodada 5) |
| Bárbara Dias     | "Andar Com Fé", Gilberto Gil (Rod 1) "We Are the Champions", Queen (Rod 2) "Domingo de Manhã", Marcos e Belutti (Rod 3) "Let It Go", Frozen (Rod 4) "Porto Solidão", Jessé (Rod 5) "Sangrando", Gonzaguinha (Final) | Salva               | Salva                | Salva                | Eliminada            | Eliminada (Rodada 4) | Eliminada (Rodada 4) |
| Naíma            | "Andar Com Fé", Gilberto Gil (Rod 1) "We Are the Champions", Queen (Rod 2) "Domingo de Manhã", Marcos e Belutti (Rod 3) "Let It Go", Frozen (Rod 4) "Porto Solidão", Jessé (Rod 5) "Sangrando", Gonzaguinha (Final) | Salva               | Salva pelos jurados  | Eliminada            | Eliminada (Rodada 3) | Eliminada (Rodada 3) | Eliminada (Rodada 3) |
| Felipe Duran     | "Andar Com Fé", Gilberto Gil (Rod 1) "We Are the Champions", Queen (Rod 2) "Domingo de Manhã", Marcos e Belutti (Rod 3) "Let It Go", Frozen (Rod 4) "Porto Solidão", Jessé (Rod 5) "Sangrando", Gonzaguinha (Final) | Salvo pelos jurados | Eliminado            | Eliminado (Rodada 2) | Eliminado (Rodada 2) | Eliminado (Rodada 2) | Eliminado (Rodada 2) |
| Matheus Max      | "Andar Com Fé", Gilberto Gil (Rod 1) "We Are the Champions", Queen (Rod 2) "Domingo de Manhã", Marcos e Belutti (Rod 3) "Let It Go", Frozen (Rod 4) "Porto Solidão", Jessé (Rod 5) "Sangrando", Gonzaguinha (Final) | Eliminado           | Eliminado (Rodada 1) | Eliminado (Rodada 1) | Eliminado (Rodada 1) | Eliminado (Rodada 1) | Eliminado (Rodada 1) |

### Resultados
Legenda

     Campeão 

     Vice

     Finalista

     Salvo(a) na repescagem 

     Eliminado

| Participantes     | Semanas        | Semanas        | Semanas        | Semanas        | Semanas        | Semanas        | Semanas        | Semanas      |
| Participantes     | 1              | 2              | 3              | 4              | 5              | 6              | 7              | Final        |
| ----------------- | -------------- | -------------- | -------------- | -------------- | -------------- | -------------- | -------------- | ------------ |
| Jefferson Moraes  | Não participou | Finalista      | Não participou | Não participou | Não participou | Não participou | Não participou | Campeão      |
| Kiell Cavalcanti  | Salvo          | Salvo          | Salvo          | Finalista      | Não participou | Não participou | Não participou | Vice-campeão |
| Esther Freitas    | Não participou | Não participou | Não participou | Salva          | Salva          | Salva          | Finalista      | Eliminada    |
| Bárbara Dias      | Finalista      | Não participou | Não participou | Não participou | Não participou | Não participou | Não participou | Eliminada    |
| Naima             | Salva          | Salva          | Finalista      | Não participou | Não participou | Não participou | Não participou | Eliminada    |
| Felipe Duran      | Não participou | Não participou | Não participou | Não participou | Salvo          | Finalista      | Não participou | Eliminado    |
| Matheus Max       | Não participou | Não participou | Salvo          | Salvo          | Finalista      | Não participou | Não participou | Eliminado    |
| Rik Oliveira      | Não participou | Não participou | Não participou | Não participou | Não participou | Não participou | Eliminado      |              |
| Junior Silva      | Não participou | Não participou | Não participou | Não participou | Não participou | Não participou | Eliminado      |              |
| Olívia Heringer   | Não participou | Não participou | Não participou | Não participou | Não participou | Não participou | Eliminada      |              |
| Janeh Magalhães   | Não participou | Não participou | Não participou | Não participou | Não participou | Salva          | Eliminada      |              |
| Aprigio Bertholdo | Não participou | Não participou | Não participou | Não participou | Não participou | Salvo          | Eliminado      |              |
| Keity Carolin     | Não participou | Não participou | Não participou | Não participou | Não participou | Salva          | Eliminada      |              |
| Viny Vince        | Não participou | Não participou | Não participou | Não participou | Salvo          | Eliminado      |                |              |
| Faby Fernandes    | Não participou | Não participou | Salva          | Salva          | Salva          | Eliminada      |                |              |
| Amanda Doring     | Não participou | Não participou | Não participou | Não participou | Eliminada      |                |                |              |
| Fernanda Kapps    | Não participou | Não participou | Salva          | Salva          | Eliminada      |                |                |              |
| Alyssa Freitas    | Não participou | Não participou | Não participou | Eliminada      |                |                |                |              |
| Aldo Gouveia      | Não participou | Não participou | Não participou | Eliminado      |                |                |                |              |
| Tatty Caldeira    | Não participou | Salva          | Eliminada      |                |                |                |                |              |
| Henrique Melo     | Salvo          | Salvo          | Eliminado      |                |                |                |                |              |
| Rafaela Gonçalves | Não participou | Eliminada      |                |                |                |                |                |              |
| Renato Enoch      | Salvo          | Eliminado      |                |                |                |                |                |              |
| Rosana Chayin     | Eliminada      |                |                |                |                |                |                |              |
| Chamon Filho      | Eliminado      |                |                |                |                |                |                |              |

## Segunda temporada (2016)

### Participantes
| Participante      | Origem                | Entrada na competição | Resultado final                         | Ref. |  |
| ----------------- | --------------------- | --------------------- | --------------------------------------- | ---- |  |
| Filipe Labre      | Palmas                | Semana 2              | Vencedor em 14 de agosto de 2016        |      |  |
| Karielle Gontijo  | Mineiros              | Semana 1              | 2.° lugar em 14 de agosto de 2016       |      |  |
| Angélica Sansone  | São Paulo             | Semana 5              | 12.ª eliminação em 14 de agosto de 2016 |      |  |
| Guga Camafeu      | Brasília              | Semana 1              | 11.ª eliminação em 14 de agosto de 2016 |      |  |
| Aline Souza       | Salvador              | Semana 1              | 10.ª eliminação em 14 de agosto de 2016 |      |  |
| Chandy Dias       | Salvador              | Semana 4              | 9.ª eliminação em 14 de agosto de 2016  |      |  |
| Évila Queiroz     | Goiânia               | Semana 3              | 8.ª eliminação em 14 de agosto de 2016  |      |  |
| Alex Rodrigues    | São Paulo             | Semana 6              | 7.ª eliminação em 7 de agosto de 2016   |      |  |
| Carol Ramalho     | Foz do Iguaçu         | Semana 7              | 7.ª eliminação em 7 de agosto de 2016   |      |  |
| Cibelle Hespanhol | Toledo                | Semana 3              | 7.ª eliminação em 7 de agosto de 2016   |      |  |
| Kadu Lugan        | São Caetano           | Semana 7              | 7.ª eliminação em 7 de agosto de 2016   |      |  |
| Lucas Augusto     | São Paulo             | Semana 7              | 7.ª eliminação em 7 de agosto de 2016   |      |  |
| Nathália Santana  | São Paulo             | Semana 6              | 7.ª eliminação em 7 de agosto de 2016   |      |  |
| Danny Xavier      | Solânea               | Semana 2              | 6.ª eliminação em 31 de julho de 2016   |      |  |
| Douglas Cezar     | Bonito                | Semana 6              | 6.ª eliminação em 31 de julho de 2016   |      |  |
| Emmy Wagner       | São Paulo             | Semana 5              | 5.ª eliminação em 24 de julho de 2016   |      |  |
| Will Possato      | São Paulo             | Semana 5              | 5.ª eliminação em 24 de julho de 2016   |      |  |
| Makem             | Fortaleza             | Semana 4              | 4.ª eliminação em 17 de julho de 2016   |      |  |
| Mayara Luna       | Santo André           | Semana 4              | 4.ª eliminação em 17 de julho de 2016   |      |  |
| Edu Gueda         | Agrolândia            | Semana 3              | 3.ª eliminação em 3 de julho de 2016    |      |  |
| Junior Karrerah   | Tucuruí               | Semana 1              | 3.ª eliminação em 3 de julho de 2016    |      |  |
| João Celles       | São Gonçalo do Abaeté | Semana 1              | 2.ª eliminação em 26 de junho de 2016   |      |  |
| Lêda Chaves       | Salvador              | Semana 2              | 2.ª eliminação em 26 de junho de 2016   |      |  |
| Carine Luup       | São Paulo             | Semana 1              | 1.ª eliminação em 19 de junho de 2016   |      |  |
| Letycia           | Porto Alegre          | Semana 1              | 1.ª eliminação em 19 de junho de 2016   |      |  |

### Histórico
|                         | Sem 1                                                 | Sem 2                                           | Sem 3                                           | Sem 4                                                | Sem 5                                              | Sem 6                                                   | Sem 7                                                | Sem 8                                            | Sem 8                                            | Luzes vermelhas recebidas |
| ----------------------- | ----------------------------------------------------- | ----------------------------------------------- | ----------------------------------------------- | ---------------------------------------------------- | -------------------------------------------------- | ------------------------------------------------------- | ---------------------------------------------------- | ------------------------------------------------ | ------------------------------------------------ | ------------------------- |
| Jurados                 | Fafá de Belém Rogério Flausino                        | Daniel Fernanda Abreu                           | Alexandre Pires Gaby Amarantos                  | Paula Fernandes Thiago Arancam                       | Sorocaba Zelia Duncan                              | Péricles Vanessa da Mata                                | Belutti Paula Toller                                 | Alcione Xororó                                   | Alcione Xororó                                   |                           |
| Finalistas (por semana) | Aline Júnior                                          | Filipe Karielle                                 | Cibelle Filipe                                  | Chandy Guga                                          | Angélica Évila                                     | Angélica Chandy                                         | Angélica Lucas                                       | Filipe Karielle                                  | Filipe Karielle                                  |                           |
|                         |                                                       |                                                 |                                                 |                                                      |                                                    |                                                         |                                                      |                                                  |                                                  |                           |
| Filipe                  | Ausente                                               | Avançou                                         | Venceu                                          |                                                      |                                                    |                                                         |                                                      | Vencedor                                         | Vencedor                                         |                           |
| Karielle                | Avançou                                               | Venceu                                          |                                                 |                                                      |                                                    |                                                         |                                                      | 2.° lugar                                        | 2.° lugar                                        | 1                         |
| Angélica                | Ausente                                               | Ausente                                         | Ausente                                         | Ausente                                              | Avançou                                            | Avançou                                                 | Venceu                                               | Eliminada                                        | Eliminada                                        |                           |
| Guga                    | Avançou                                               | Avançou                                         | Avançou                                         | Venceu                                               |                                                    |                                                         |                                                      | Eliminado                                        | Eliminado                                        |                           |
| Aline                   | Venceu                                                |                                                 |                                                 |                                                      |                                                    |                                                         |                                                      | Eliminada                                        | Eliminada                                        |                           |
| Chandy                  | Ausente                                               | Ausente                                         | Ausente                                         | Avançou                                              | Avançou                                            | Venceu                                                  |                                                      | Eliminado                                        | Eliminado                                        |                           |
| Évila                   | Ausente                                               | Ausente                                         | Avançou                                         | Avançou                                              | Venceu                                             |                                                         |                                                      | Eliminada                                        | Eliminada                                        |                           |
| Alex                    | Ausente                                               | Ausente                                         | Ausente                                         | Ausente                                              | Ausente                                            | Avançou                                                 | Eliminado                                            | Eliminados (Semana 7)                            | Eliminados (Semana 7)                            |                           |
| Carol                   | Ausente                                               | Ausente                                         | Ausente                                         | Ausente                                              | Ausente                                            | Ausente                                                 | Eliminada                                            | Eliminados (Semana 7)                            | Eliminados (Semana 7)                            | 1                         |
| Cibelle                 | Ausente                                               | Ausente                                         | Avançou                                         | Avançou                                              | Avançou                                            | Avançou                                                 | Eliminada                                            | Eliminados (Semana 7)                            | Eliminados (Semana 7)                            |                           |
| Kadu                    | Ausente                                               | Ausente                                         | Ausente                                         | Ausente                                              | Ausente                                            | Ausente                                                 | Eliminado                                            | Eliminados (Semana 7)                            | Eliminados (Semana 7)                            | 1                         |
| Lucas                   | Ausente                                               | Ausente                                         | Ausente                                         | Ausente                                              | Ausente                                            | Ausente                                                 | Eliminado                                            | Eliminados (Semana 7)                            | Eliminados (Semana 7)                            | 4                         |
| Nathália                | Ausente                                               | Ausente                                         | Ausente                                         | Ausente                                              | Ausente                                            | Avançou                                                 | Eliminada                                            | Eliminados (Semana 7)                            | Eliminados (Semana 7)                            |                           |
| Danny                   | Ausente                                               | Avançou                                         | Avançou                                         | Avançou                                              | Avançou                                            | Eliminada                                               | Eliminados (Semana 6)                                | Eliminados (Semana 6)                            | Eliminados (Semana 6)                            |                           |
| Douglas                 | Ausente                                               | Ausente                                         | Ausente                                         | Ausente                                              | Ausente                                            | Eliminado                                               | Eliminados (Semana 6)                                | Eliminados (Semana 6)                            | Eliminados (Semana 6)                            | 1                         |
| Emmy                    | Ausente                                               | Ausente                                         | Ausente                                         | Ausente                                              | Eliminado                                          | Eliminados (Semana 5)                                   | Eliminados (Semana 5)                                | Eliminados (Semana 5)                            | Eliminados (Semana 5)                            | 1                         |
| Will                    | Ausente                                               | Ausente                                         | Ausente                                         | Ausente                                              | Eliminado                                          | Eliminados (Semana 5)                                   | Eliminados (Semana 5)                                | Eliminados (Semana 5)                            | Eliminados (Semana 5)                            |                           |
| Makem                   | Ausente                                               | Ausente                                         | Ausente                                         | Eliminado                                            | Eliminados (Semana 4)                              | Eliminados (Semana 4)                                   | Eliminados (Semana 4)                                | Eliminados (Semana 4)                            | Eliminados (Semana 4)                            |                           |
| Mayara                  | Ausente                                               | Ausente                                         | Ausente                                         | Eliminada                                            | Eliminados (Semana 4)                              | Eliminados (Semana 4)                                   | Eliminados (Semana 4)                                | Eliminados (Semana 4)                            | Eliminados (Semana 4)                            |                           |
| Edu                     | Ausente                                               | Ausente                                         | Eliminado                                       | Eliminados (Semana 3)                                | Eliminados (Semana 3)                              | Eliminados (Semana 3)                                   | Eliminados (Semana 3)                                | Eliminados (Semana 3)                            | Eliminados (Semana 3)                            | 1                         |
| Júnior                  | Avançou                                               | Avançou                                         | Eliminado                                       | Eliminados (Semana 3)                                | Eliminados (Semana 3)                              | Eliminados (Semana 3)                                   | Eliminados (Semana 3)                                | Eliminados (Semana 3)                            | Eliminados (Semana 3)                            |                           |
| João                    | Avançou                                               | Eliminado                                       | Eliminados (Semana 2)                           | Eliminados (Semana 2)                                | Eliminados (Semana 2)                              | Eliminados (Semana 2)                                   | Eliminados (Semana 2)                                | Eliminados (Semana 2)                            | Eliminados (Semana 2)                            |                           |
| Lêda                    | Ausente                                               | Eliminada                                       | Eliminados (Semana 2)                           | Eliminados (Semana 2)                                | Eliminados (Semana 2)                              | Eliminados (Semana 2)                                   | Eliminados (Semana 2)                                | Eliminados (Semana 2)                            | Eliminados (Semana 2)                            | 1                         |
| Carine                  | Eliminada                                             | Eliminadas (Semana 1)                           | Eliminadas (Semana 1)                           | Eliminadas (Semana 1)                                | Eliminadas (Semana 1)                              | Eliminadas (Semana 1)                                   | Eliminadas (Semana 1)                                | Eliminadas (Semana 1)                            | Eliminadas (Semana 1)                            | 1                         |
| Letycia                 | Eliminada                                             | Eliminadas (Semana 1)                           | Eliminadas (Semana 1)                           | Eliminadas (Semana 1)                                | Eliminadas (Semana 1)                              | Eliminadas (Semana 1)                                   | Eliminadas (Semana 1)                                | Eliminadas (Semana 1)                            | Eliminadas (Semana 1)                            | 3                         |
|                         |                                                       |                                                 |                                                 |                                                      |                                                    |                                                         |                                                      |                                                  |                                                  |                           |
| Eliminados (por rodada) | Carine (1) Karielle (2) Letycia (3) João (4) Guga (5) | Lêda (1) João (2) Guga (3) Danny (4) Júnior (5) | Évila (1) Edu (2) Danny (3) Júnior (4) Guga (5) | Danny (1) Mayara (2) Évila (3) Makem (4) Cibelle (5) | Emmy (1) Will (2) Cibelle (3) Danny (4) Chandy (5) | Alex (1) Douglas (2) Danny (3) Nathália (4) Cibelle (5) | Kadu (1) Alex (2) Nathália (3) Carol (4) Cibelle (5) | Évila Chandy (2) Aline (3) Guga (4) Angélica (5) | Évila Chandy (2) Aline (3) Guga (4) Angélica (5) |                           |
| Salvos (Repescagem)     | Guga João Júnior Karielle                             | Danny Filipe Guga Júnior                        | Cibelle Danny Évila Guga                        | Chandy Cibelle Danny Évila                           | Angélica Chandy Cibelle Danny                      | Alex Angélica Cibelle Nathália                          | (nenhum)                                             | (nenhum)                                         | (nenhum)                                         |                           |
| Eliminados (Competição) | Carine                                                | João                                            | Edu                                             | Makem                                                | Emmy                                               | Danny                                                   | Alex Carol Cibelle                                   | Évila                                            | Chandy                                           |                           |
| Eliminados (Competição) | Carine                                                | João                                            | Edu                                             | Makem                                                | Emmy                                               | Danny                                                   | Alex Carol Cibelle                                   | Aline                                            | Guga                                             |                           |
| Eliminados (Competição) | Letycia                                               | Lêda                                            | Júnior                                          | Mayara                                               | Will                                               | Douglas                                                 | Kadu Lucas Nathália                                  | Angélica                                         | Karielle                                         |                           |
| Eliminados (Competição) | Letycia                                               | Lêda                                            | Júnior                                          | Mayara                                               | Will                                               | Douglas                                                 | Kadu Lucas Nathália                                  | Filipe                                           |                                                  |                           |

Legenda
| Vencedor da competição Segundo lugar Eliminado na última rodada da competição e terceiro lugar Competidor foi o vencedor da semana Competidor foi finalista da semana e avançou na competição através da repescagem Competidor foi eliminado em uma das rodadas mas avançou na competição através da repescagem |